# 瓦伊蓬山
13°32′54″S 71°45′42″W / 13.54833°S 71.76167°W

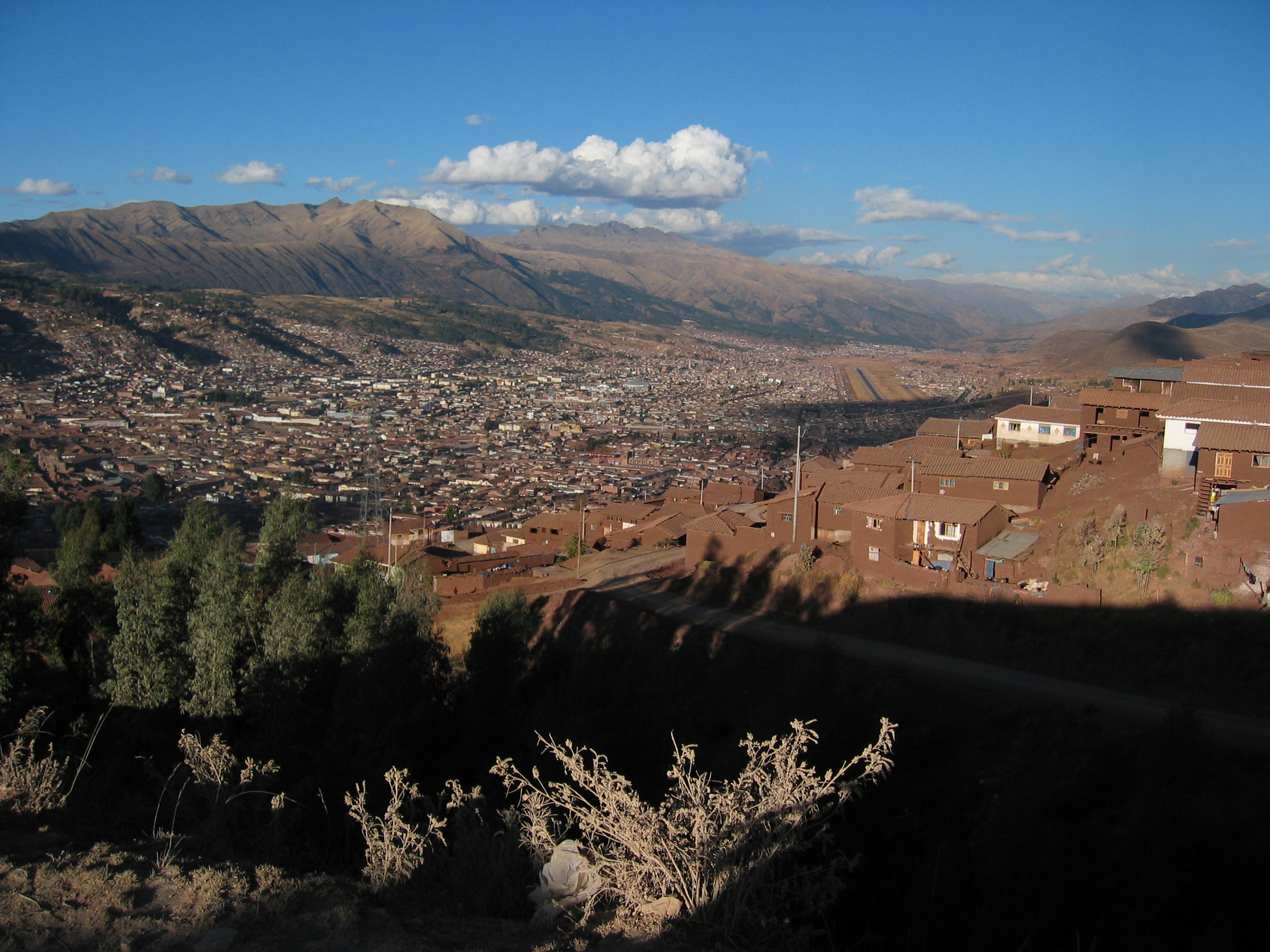

瓦伊蓬山（Huaypun），是秘魯的山峰，位於該國東南部庫斯科大區的卡爾卡省和庫斯科省，處於帕查圖桑山東南的烏魯班巴河西岸，屬於安第斯山脈的一部分，海拔高度約4,200米。